# A Division 1938-1939 (Irlanda)
La stagione 1938-1939 è stata la diciassettesima edizione della League of Ireland, massimo livello del campionato di calcio irlandese.

## Classifica finale
|  | Pos. | Squadra          | Pt | G  | V  | N | P  | GF | GS | DR  |
|  | ---- | ---------------- | -- | -- | -- | - | -- | -- | -- | --- |
|  | 1.   | Shamrock Rovers  | 36 | 22 | 16 | 4 | 2  | 60 | 32 | +28 |
|  | 2.   | Sligo Rovers     | 27 | 22 | 10 | 7 | 5  | 50 | 31 | +19 |
|  | 3.   | Dundalk          | 27 | 22 | 10 | 7 | 5  | 48 | 31 | +17 |
|  | 4.   | St. James's Gate | 23 | 22 | 10 | 3 | 9  | 59 | 48 | +11 |
|  | 5.   | Limerick         | 22 | 22 | 9  | 4 | 9  | 36 | 38 | -2  |
|  | 6.   | Shelbourne       | 22 | 22 | 9  | 4 | 9  | 40 | 48 | -8  |
|  | 7.   | Bohemians        | 20 | 22 | 8  | 4 | 10 | 41 | 46 | -5  |
|  | 8.   | Drumcondra       | 18 | 22 | 6  | 6 | 10 | 38 | 45 | -7  |
|  | 9.   | Bray Unknowns    | 18 | 22 | 7  | 4 | 11 | 41 | 49 | -8  |
|  | 10.  | Brideville       | 18 | 22 | 6  | 6 | 10 | 37 | 49 | -12 |
|  | 11.  | Cork             | 17 | 22 | 7  | 3 | 12 | 39 | 49 | -10 |
|  | 12.  | Waterford        | 16 | 22 | 4  | 8 | 10 | 36 | 59 | -23 |

Legenda:

         Campione d'Irlanda.
Note:
Due punti a vittoria, uno a pareggio, zero a sconfitta.

## Statistiche

### Primati stagionali
| Record - Maggior numero di vittorie: Shamrock Rovers (16) - Minor numero di sconfitte: Shamrock Rovers (2) - Miglior attacco: Shamrock Rovers (60) - Miglior difesa: Sligo Rovers e Dundalk (31) - Miglior differenza reti: Shamrock Rovers (+28) - Maggior numero di pareggi: Waterford (8) - Minor numero di vittorie: Waterford (4) - Maggior numero di sconfitte: Cork (12) - Peggiore attacco: Waterford (36) - Peggior difesa: Waterford (59) - Peggior differenza reti: Waterford (-23) |